# Énergie en Angola
Le secteur de l'énergie en Angola est vital pour l'économie du pays, producteur majeur de pétrole (au 16e rang mondial en 2018) et membre de l'OPEP.
Le pétrole représente 83,9 % de la production d'énergie primaire du pays en 2019, 43,4 % de la consommation intérieure d'énergie primaire et 19 % de la production d'électricité. Il constitue la quasi-totalité des exportations de l'Angola. En 2019, l'Angola a exporté 94,5 % de sa production de pétrole brut.
La biomasse traditionnelle représente encore 8 % de la production d'énergie primaire (contre 15 % en 1990), 43,3 % de la consommation intérieure d'énergie primaire et 46,1 % de la consommation finale d'énergie.
La part de l'électricité dans la consommation finale d'énergie n'est que de 10,8 % en 2019, mais elle progresse très rapidement : +2164 % depuis 1990, date à laquelle sa part n'était que de 1,1 %.
Les émissions de CO2 liées à l'énergie par habitant s'élèvent à 0,59 tonnes en 2019 en Angola, soit seulement 13 % de la moyenne mondiale.

## Production d'énergie primaire
La production d'énergie primaire atteignait 3 370 PJ en 2019, en progression de 181 % par rapport à 1990. Elle était composée de 83,9 % de pétrole, 8,0 % de biomasse, 6,9 % de gaz naturel et 1,2 % d'hydroélectricité. Depuis 1990, la production de pétrole a progressé de 183 %, celle de biomasse de 49 %, celle de gaz naturel de 1159 % et la production hydroélectrique de 1400 %.

### Secteur pétrolier

#### Réserves
Les réserves de pétrole de l'Angola sont estimées par BP à 1 100 Mt (millions de tonnes) fin 2018 (8,4 milliards de barils), soit 0,5 % du total mondial.
L'essentiel du territoire angolais est formé d'un socle cristallin avec une couverture sédimentaire limitée. Le potentiel pétrolier est donc concentré dans des bassins sédimentaires le long de la côte, en grande majorité offshore.
L'USGS recense plusieurs systèmes pétroliers dans deux bassins. Le principal, partagé avec le Congo-Brazzaville, est le bassin correspondant à l'embouchure du fleuve Congo et son système pétrolier le plus riche a pour piège des formations de turbidite. Il procure à l'Angola les richesses pétrolières au large de la l'enclave de Cabinda et des environs de Soyo. Le deuxième bassin correspond également à l'embouchure d'un fleuve, le Kwanza, il se situe à hauteur de Luanda.

#### Historique
Les premiers travaux d'exploration ont été menés par la compagnie belge Fina dans les années 1950 (alors que l'Angola est encore une colonie) le long du littoral, et dévoilent quelques modestes gisements. En 1966 Elf et ses partenaires procèdent au premier forage offshore.

#### Système de concessions
Les attributions de concessions offshore en Angola se font suivant un découpage en blocs d'exploration numérotés. Le bloc 0 comprend la zone à faible profondeur au large de Cabinda. Les blocs 1 à 13 sont situés le long du littoral, du nord au sud du pays. Les blocs 14 à 30 forment la deuxième ligne plus éloignée de la côte, également du nord au sud. Enfin les blocs en offshore ultra-profond sont numérotés à partir de 31.

#### Production
La production de pétrole de l'Angola, qui est presque totalement offshore, s'élève en 2018 à 2,05 million de barils par jour, au 16e rang mondial avec 2,2 % de la production mondiale. En 2019, elle atteint 2 828 PJ, soit 83,9 % de la production d'énergie primaire du pays.
Le bloc zéro, dont l'opérateur est Chevron, fut longtemps le plus productif, cependant sa production a culminé en 1999. Les blocs situés en eaux plus profondes, à commencer par la bloc 14 (situé dans le prolongement du bloc zéro et également exploité par Chevron), ont pris le relais.
En mai 2024, TotalEnergies annonce le lancement du projet « Kaminho », situé à 100 km au large des côtes angolaises, par 1 700 mètres de profondeur d'eau. TotalEnergies en détient 40 % des parts au côté de ses partenaires Petronas (40 %) et Sonangol (20 %). Ce projet consiste en la conversion d'un tanker en unité flottante de production, de stockage et de déchargement (FPSO), reliée à un système de puits sous-marins. La production devrait démarrer en 2028, avec un objectif de 70 000 barils de pétrole par jour. C'est le septième projet de ce type de TotalEnergies en Angola et le tout premier développement dans le bassin de la Kwanza
| Bloc | Opérateur | Principaux gisements                    |
| ---- | --------- | --------------------------------------- |
| 0    | Chevron   |                                         |
| 14   | Chevron   | Complexe Benguela-Belize-Lobito-Tomboco |
| 17   | Total     |                                         |
| 15   | Chevron   |                                         |
| 18   | BP        | Greater Plutonio                        |
| 31   | BP        |                                         |
| 32   | Total     | Kaombo                                  |

#### Exportations

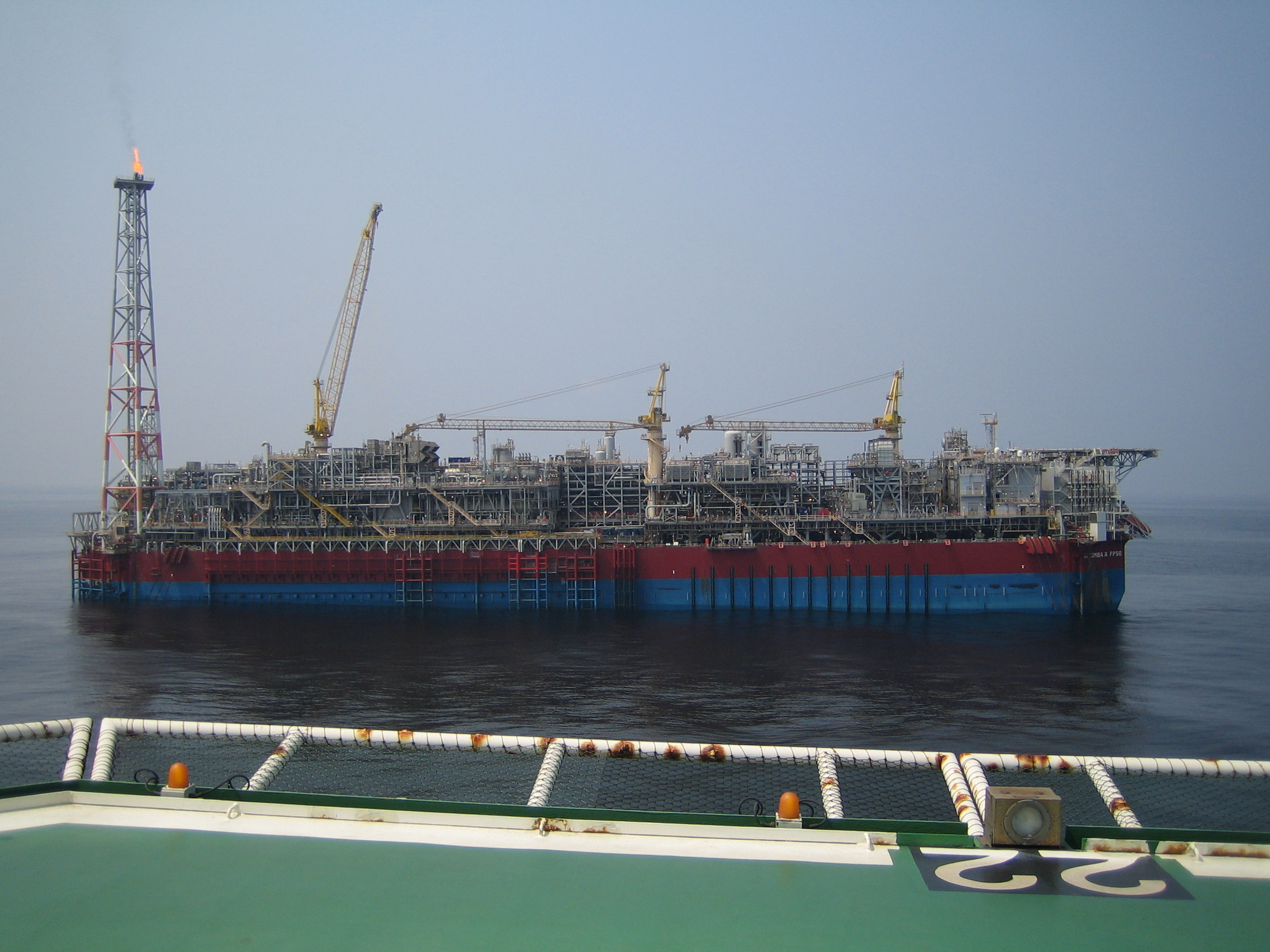
Un des FPSO au large de l'Angola.

En 2019, l'Angola a exporté 94,5 % de sa production de pétrole brut.
La production de Chevron et ses partenaires dans les blocks 0 et 14 est exportée par un terminal nommé Malongo, situé dans le port de Cabinda. Pour le reste, les gisements sont exploités par des plates-formes de type FPSO qui chargent directement les pétroliers, ainsi le pétrole est directement exporté sans transiter par le littoral.
Le pétrole constitue la quasi-totalité des exportations de l'Angola : en 2015, selon la Banque mondiale, les exportations du pays se chiffraient à 33 milliards de dollars dont 31,4 étaient représentés par le pétrole, le reste étant essentiellement des diamants. La Chine est devenue le principal client du pétrole angolais, absorbant en 2015 45 % du brut exporté par le pays. Les autres acheteurs importants sont l'Inde, l'Espagne, les États-Unis et la France.
Sonangol, la compagnie pétrolière nationale, a formé une coentreprise avec l'armateur suédois Stena, qui exploite une importante flotte de pétroliers assurant une partie des exportations du pays.

### Gaz naturel
Le gaz associé produit par les gisements de pétrole angolais fut longtemps gaspillé par destruction en torchère, faute d'infrastructure pour l'utiliser. Cette pratique culmine à la fin des années 1990, où selon des estimations basées sur les mesures par satellite, environ 7 km3 de gaz naturel étaient annuellement détruits de cette manière.
Des mesures ont cependant été prises pour réduire ce gaspillage. Depuis 2013, il existe un terminal d'exportation de gaz naturel liquéfié à Soyo. Il a été construit par un consortium de compagnies pétrolières (Sonangol, Chevron, Total, BP, Eni), qui apportent le gaz de leurs gisements respectifs. Les GPL produits en association avec le gaz naturel sont prioritairement destinés au marché intérieur.
Pour le reste, d'importantes quantités de gaz sont réinjectées dans les gisements de pétrole pour y maintenir la pression, et les plates-formes pétrolières en utilisent une petite quantité pour leurs propres besoins en énergie.
En 2019, la production de gaz naturel de l'Angola s'est élevée à 233 PJ, soit 6,9 % de la production d'énergie primaire de l"Angola.

## Consommation intérieure

### Consommation d'énergie primaire
La consommation d'énergie primaire par habitant de l'Angola s'élevait en 2019 à 19,6 GJ, soit seulement 25 % de la moyenne mondiale : 79,1 GJ ; celle de l'Afrique du sud était de 100,2 GJ, celle de la France de 150,5 GJ, celle de la Chine de 101,5 GJ et celle des États-Unis de 282 GJ.
La consommation intérieure d'énergie primaire de l'Angola s'est élevée à 624,5 PJ en 2019, en progression de 153 % depuis 1990. Elle est composée de 50,5 % d'énergies fossiles (pétrole : 43,4 %, gaz naturel : 7,1 %), 49,5 % d'énergies renouvelables (biomasse : 43,3 %, hydroélectricité : 6,3 %). Depuis 1990, la consommation de pétrole s'est accrue de 511 %, celle de gaz naturel de 141 %, celle d'hydroélectricité 1400 % et celle de biomasse de 49 %. La consommation d'énergies fossiles a progressé de 402 % et celle d'énergies renouvelables de 68 %, la part de ces dernières reculant de 74,5 % en 1990 à 49,5 % en 2019.

### Consommation finale d'énergie
La consommation finale d'énergie de l'Angola s'élevait à 445 PJ en 2019, dont 43,1 % de consommation directe de combustibles fossiles (pétrole : 39,8 %, gaz naturel : 3,3 %), 46,1 % de biomasse et 10,8 % d'électricité. Depuis 1990, elle a progressé de 134 % (pétrole : +398 %, gaz naturel : -20 %, biomasse : +53 %, électricité : +2164 %). Sa répartition par secteur est la suivante : industrie 10,1 %, transport 24,5 %, secteur résidentiel 57,5 %, secteur tertiaire 6,1 %, agriculture 0,1 %, usages non énergétiques (chimie) 1,8 %. L'industrie a progressé de 39 % depuis 1990, les transports de 672 %, le résidentiel de 88 % et le tertiaire de 402 %.

### Biomasse traditionnelle
Comme ailleurs en Afrique subsaharienne, l'essentiel de la population, particulièrement de la population rurale, a peu ou pas accès aux formes modernes d'énergie et fait appel à la biomasse traditionnelle (c'est-à-dire le bois, le charbon de bois, les résidus de récolte et le fumier) pour l'essentiel de ses besoins. Cette utilisation se fait généralement en autoconsommation ou en cycle très court et est donc difficile à mesurer, mais elle représentait en 2002 au moins la moitié de l'énergie primaire consommée dans le pays.

## Secteur électrique

Production d'électricité en Angola par origine, entre 1980 et 2018.

### Production d'électricité
L'Angola a produit 15,5 TWh en 2019, dont 70,4 % d'hydroélectricité et 29,6 % à partir de combustibles fossiles (pétrole : 19 %, gaz naturel : 10,6 %). Cette production a progressé de 1738 % depuis 1990, la production à base de pétrole de 2435 % et celle d'hydroélectricité de 1400 % ; le gaz naturel n'entrait pas encore dans le mix électrique en 1990.
En 2015, l'Angola produisait un peu moins de 10 TWh d'électricité. Si cette production a doublé en six ans, le niveau de consommation par habitant reste extrêmement bas, et seulement 30 % de la population a accès à l'électricité.

#### Hydroélectricité

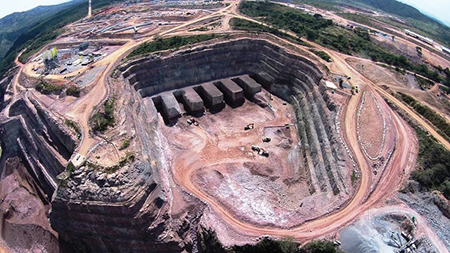
Barrage de Laúca en construction, 2014.

Selon l'International Hydropower Association (IHA), la production hydroélectrique de l'Angola s'est élevée à 11 TWh en 2021, soit 0,67 % de la production mondiale et 7,5 % de la production africaine, au 5e rang en Afrique, derrière la Zambie : 15 TWh, le Mozambique : 15 TWh, l'Éthiopie : 14 TWh et l'Égypte : 14 TWh. La puissance installée des centrales hydroélectriques angolaises atteint 3 836 MW fin 2021, soit 10 % du total africain, au 2e rang en Afrique derrière l'Éthiopie (4 074 MW). Aucune mise en service n'a été réalisée en 2021.
L'Angola a mis en service 401 MW en 2020, dont les derniers groupes de la centrale de Lauca (2 071 MW), qui devient ainsi la 2e centrale la plus puissante en Afrique après celle de Cahora Bassa (2 075 MW) au Mozambique.
Les centrales hydroélectriques de l'Angola totalisaient une puissance de 3 083 MW fin 2018 ; elles ont produit 13,5 TWh en 2018, au 3e rang africain derrière le Mozambique (14,4 TWh) et la Zambie (13,65 TWh).
En 2018, 668 MW ont été mis en service, dont deux nouvelles turbines de la centrale de Laúca, qui devient ainsi la centrale angolaise la plus puissante avec 1 336 MW provisoires, devant atteindre 2 070 MW ; à son achèvement en 2020. La centrale en construction de Caculo Cabaça (2 172 MW) devrait être achevée en 2024.
Ces deux projets contribuent pour plus du tiers à l'objectif de 9,9 GW d'ici 2025. Le gouvernement s'est engagé à porter le taux d'électrification à 60 % et a entrepris une évaluation environnementale stratégique sur son potentiel hydroélectrique de 18 GW.

### Réseaux électriques
Une ligne de transport à haute tension de 343 km reliant les réseaux du nord et du sud est en construction pour mise en service en 2023, financée par la Banque africaine de développement, permettant le transfert de 1 000 MW d'hydroélectricité à bas coût, économisant 46 milliards de litres de diesel par an et 125 Mt d'émissions de CO2.

### Consommation d'électricité
Selon l'Agence internationale de l'énergie, la consommation moyenne par habitant s'élève à (2 298 kWh), soit 70 % de la moyenne mondiale (3 265 kWh) et 60 % de celle de l'Afrique du sud (3 835 kWh).
La consommation d'électricité de l'Angola s'est élevée en 2019 à 13,3 TWh. Elle a progressé de 2164 % depuis 1990. Elle se répartit en 33,7 % pour l'industrie et 66,3 % pour le secteur résidentiel. Depuis 1990, l'industrie a progressé de 2763 % et le résidentiel de 1946 %.

## Impact environnemental
Selon l'AIE, les émissions de CO2 liées à l'énergie par habitant s'élèvent à 0,59 tonnes en 2019 en Angola, soit seulement 13 % de la moyenne mondiale : 4,39 tonnes et 8 % de celle de l'Afrique du sud : 7,40 tonnes.